# Longitarsus tienshanicus
Longitarsus tienshanicus es una especie de insecto coleóptero de la familia Chrysomelidae. Fue descrita científicamente en 1992 por Konstantinov.